# Нересницька сільська територіальна громада
Нересницька сільська громада — територіальна громада в Україні, у Тячівському районі Закарпатській області. Адміністративний центр — село Нересниця.
Площа громади —  км², населення —  мешканців (2020).
Утворена 12 червня 2020 року шляхом об'єднання Нересницької, Ганичівської, Новоселицької, Тарасівської, Тернівської і Широколузької сільських рад Тячівського району.

## Населені пункти
До складу громади входять 12 сіл:
- с. Нересниця
- с. Підплеша
- с. Ганичі
- с. Новоселиця
- с. Тисолово
- с. Тарасівка
- с. Терново
- с. Вишоватий
- с. Петрушів
- с. Широкий Луг
- с. Пригідь
- с. Фонтиняси